# Skarhultsmästaren
Skarhultsmästaren är ett anonymnamn på en stenmästare verksam i mitten av 1100-talet.
Skarhultsmästaren har fått sitt namn efter ett tympanonfält hugget i sandsten för Skarhults kyrka. I en platt och låg relief har han framställt ett stort lejon som slukar huvudet på ett mindre djur. Omramningen till det skulpterade fältet består av en enkel rätvinklig kant. Tympanonen var ursprungligen monterad i sydportalens yttre omfattning och platsen där den satt utgöres av två kolonner som tyder på att den tillkom före 1100-talets mitt. Monica Rydbeck har däremot daterat Skarhultsreliefen till efter 1150-talet och sammanställt den med ytterligare tre tympanonfält från Örtofta, Knästorp och Stångby kyrkor. Av dessa är Örtoftas tympanon endast känd genom en teckning av Carl Georg Brunius. Relieferna har det gemensamt att de i huvudsak framställer ett Lejon men skiljer sig genom att de har olika profilerade kanter och lejonet på reliefen från Knästorps kyrka går utanför den profilerade kanten vilket tyder på en framskriden romansk bildgestaltning från tiden efter 1100-talets mitt.  